# Hôpital Raymond-Poincaré
Het Hôpital Raymond-Poincaré is een ziekenhuis in Garches, Île-de-France (Frankrijk). Het is opgericht in 1936. Het is onderdeel van de Assistance publique - Hôpitaux de Paris en een academisch ziekenhuis van de Universiteit van Versailles-Saint-Quentin-en-Yvelines.